# شادمهر (إيران)
شادمهر (بالفارسية: شادمهر) هي مدينة تقع في إيران في خراسان رضوي. يقدر عدد سكانها بـ 3,369 نسمة .